# Championnat National D1 2025
Il Championnat National D1 2025 è stata la 60ª edizione della massima serie del campionato haitiano di calcio. Il campionato è iniziato il 23 marzo 2025 e si è concluso il 1° giugno 2025. La squadra campione in carica era il Real Hope FA, che ha vinto il suo primo titolo nazionale nell'edizione 2024.
Il campionato è stato vinto dalla Juventus, al suo primo titolo nazionale.

## Stagione

### Formula
La stagione regolare conta 4 gironi all'italiana, tre da 3 squadre e uno da 4 squadre, per un totale di 13 partecipanti, che giocano con gare di andata e ritorno. Al termine di esse, le prime due classificate di ogni girone si qualificano alla seconda fase, costituita da due gironi, ognuno da 4 squadre, che giocano con gare di sola andata, per un totale di tre ulteriori giornate.  Le vincenti dei due gironi giocano una finale in gara singola per decretare la squadra campione di Haiti e qualificata alle competizioni CONCACAF.

## Squadre partecipanti
| Club               | Città          |
| ------------------ | -------------- |
| América des Cayes  | Les Cayes      |
| Baltimore          | Saint-Marc     |
| Capoise            | Cap-Haïtien    |
| Cavaly             | Léogâne        |
| Don Bosco          | Port-au-Prince |
| FICA               | Cap-Haïtien    |
| Juventus           | Les Cayes      |
| Ouanaminthe        | Ouanaminthe    |
| RC Haïtien         | Port-au-Prince |
| Real Hope FA       | Cap-Haïtien    |
| Tempête            | Saint-Marc     |
| Triomphe Liancourt | Liancourt      |
| Violette           | Port-au-Prince |

## Prima fase

### Girone A
|  | Pos. | Squadra      | Pt | G | V | N | P | GF | GS | DR |
|  | ---- | ------------ | -- | - | - | - | - | -- | -- | -- |
|  | 1.   | Capoise      | 11 | 6 | 3 | 2 | 1 | 6  | 3  | +3 |
|  | 2.   | FICA         | 9  | 6 | 2 | 3 | 1 | 5  | 4  | +1 |
|  | 3.   | Real Hope FA | 8  | 6 | 2 | 2 | 2 | 4  | 4  | 0  |
|  | 4.   | Ouanaminthe  | 4  | 6 | 1 | 1 | 4 | 3  | 7  | -4 |

      Qualificata alla Seconda fase
In caso di arrivo a pari punti:
1. Maggior numero di vittorie;
2. Differenza reti;
3. Gol fatti;

### Girone B
|  | Pos. | Squadra            | Pt | G | V | N | P | GF | GS | DR |
|  | ---- | ------------------ | -- | - | - | - | - | -- | -- | -- |
|  | 1.   | Baltimore          | 18 | 8 | 5 | 3 | 0 | 8  | 2  | +6 |
|  | 2.   | Tempête            | 11 | 8 | 2 | 5 | 1 | 9  | 7  | +2 |
|  | 3.   | Triomphe Liancourt | 2  | 8 | 0 | 2 | 6 | 5  | 13 | -8 |

      Qualificata alla Seconda fase
In caso di arrivo a pari punti:
1. Maggior numero di vittorie;
2. Differenza reti;
3. Gol fatti;

### Girone C
|  | Pos. | Squadra    | Pt | G | V | N | P | GF | GS | DR  |
|  | ---- | ---------- | -- | - | - | - | - | -- | -- | --- |
|  | 1.   | Violette   | 20 | 8 | 6 | 2 | 0 | 17 | 3  | +14 |
|  | 2.   | Don Bosco  | 9  | 8 | 2 | 3 | 3 | 7  | 7  | 0   |
|  | 3.   | RC Haïtien | 4  | 8 | 1 | 1 | 6 | 2  | 16 | -14 |

      Qualificata alla Seconda fase
In caso di arrivo a pari punti:
1. Maggior numero di vittorie;
2. Differenza reti;
3. Gol fatti;

### Girone D
|  | Pos. | Squadra           | Pt | G | V | N | P | GF | GS | DR |
|  | ---- | ----------------- | -- | - | - | - | - | -- | -- | -- |
|  | 1.   | América des Cayes | 13 | 8 | 3 | 4 | 1 | 6  | 5  | +1 |
|  | 2.   | Juventus          | 12 | 8 | 3 | 3 | 2 | 8  | 8  | 0  |
|  | 3.   | Cavaly            | 6  | 8 | 1 | 3 | 4 | 8  | 9  | -1 |

      Qualificata alla Seconda fase
In caso di arrivo a pari punti:
1. Maggior numero di vittorie;
2. Differenza reti;
3. Gol fatti;

## Seconda fase

### Girone A
|       | Pos. | Squadra   | Pt      | G | V | N | P | GF | GS | DR |
| ----- | ---- | --------- | ------- | - | - | - | - | -- | -- | -- |
| [ 2 ] | 1.   | Capoise   | 2       | 2 | 0 | 2 | 0 | 1  | 1  | 0  |
|       | 2.   | FICA      | 2       | 2 | 0 | 2 | 0 | 1  | 1  | 0  |
|       | 3.   | Baltimore | Esclusa |   |   |   |   |    |    |    |
|       | 4.   | Tempête   | Esclusa |   |   |   |   |    |    |    |

      Qualificata alla Finale
In caso di arrivo a pari punti:
1. Maggior numero di vittorie;
2. Differenza reti;
3. Gol fatti;

### Girone B
|  | Pos. | Squadra           | Pt | G | V | N | P | GF | GS | DR |
|  | ---- | ----------------- | -- | - | - | - | - | -- | -- | -- |
|  | 1.   | Juventus          | 7  | 3 | 2 | 1 | 0 | 4  | 1  | +3 |
|  | 2.   | Violette          | 6  | 3 | 2 | 0 | 1 | 5  | 3  | +2 |
|  | 3.   | América des Cayes | 2  | 3 | 0 | 2 | 1 | 2  | 4  | -2 |
|  | 4.   | Don Bosco         | 1  | 3 | 0 | 1 | 2 | 3  | 6  | -3 |

      Qualificata alla Finale
In caso di arrivo a pari punti:
1. Maggior numero di vittorie;
2. Differenza reti;
3. Gol fatti;

## Finale
| Cap-Haïtien 1 giugno 2025, ore 22:00         | Capoise              | 2 – 2 (d.c.r.) referto | Juventus | Parc Saint-Victor |
| \| \| \| \| \| \| Tiri di rigore 3 – 5 \| \| |                      |                        |          |                   |
|                                              |                      |                        |          |                   |
|                                              | Tiri di rigore 3 – 5 |                        |          |                   |